# Erdre
L'Erdre és un riu de l'oest de França que discorre a través dels departaments de Maine i Loira i de Loira Atlántic. És l'últim afluent del marge dret del riu Loira.

## Característiques
L'Erdre neix a la llacuna del Clairet, en la localitat de La Pouëze, a uns vint quilòmetres al nord-oest d'Angers. Desemboca en el riu Loira al seu pas per la ciutat de Nantes. La seva longitud és de 97,4 km.
A principis del segle xx, durant els treballs de farciment dels braços del Loira a Nantes, el llit del Erdre va patir modificacions. Els últims 500 metres es van emplenar amb terra i avui dia són un dels eixos principals de Nantes (Cours des 50-Otages). L'Erdre pansa en l'actualitat pel túnel de Sant Félix, per sota d'una altra avinguda principal (Cours Saint-Pierre et Saint André), abans de desembocar al Loira a través del canal de Sant Félix.